# Любавин, Пётр Митрофанович
Пётр Митрофа́нович Люба́вин (1896, Воронеж — 4 августа 1941, у села Левковка, Кировоградская область) — советский партийный и государственный деятель, бригадный комиссар. Член РКП(б) с 1919. Член ЦК КП(б) Украины (18 июня 1938 — 4 августа 1941). Кандидат в члены Политбюро ЦК КП(б) Украины (17 мая 1940 — 4 августа 1941). Член ЦК ВКП(б) (21 марта 1939 — 4 августа 1941).

## Биография
Родился в Воронеже. С 1917 года в рядах русской армии, с 1918 года в Красной Армии, с 1919 по 1928 год служил в ВЧК, погранвойсках.
С 1928 по 1938 год — сначала на хозяйственной и партийной работе в Полтавской, Днепропетровской, Донецкой областях.
Учился в Днепропетровском химико-технологическом институте, после окончания которого в 1936 году, работал инженером-механиком на Днепродзержинском азотно-туковом заводе.
С 7 июня по 13 ноября 1938 года — 1-й секретарь Ворошиловградского (ныне Луганская область) областного комитета партии, с 12 ноября 1938 по 4 августа 1941 года — 1-й секретарь Сталинского (ныне Донецк) областного комитета партии.
С началом войны член Военного Совета 12-й армии Юго-Западного фронта. Прорываясь из окружения у села Левковка Кировоградской области, 4 августа застрелился при угрозе захвата в плен.

## Награды
- орден Ленина (07.02.1939)